# Tombe van Eurysaces
De Tombe van Eurysaces (Latijn:Sepulchrum Eurysacis) is een antieke graftombe bij de Porta Maggiore in Rome.

## Geschiedenis
De tombe was voor Marcus Vergilius Eurysaces, een rijke bakker, die rond 30 v.Chr. overleed. Over de identiteit van Eurysaces is niet veel bekend. Vanwege zijn Griekse naam en zijn beroep als bakker wordt over het algemeen aangenomen dat hij een vrijgemaakte slaaf was. Hij leverde mogelijk zijn brood aan het Romeinse leger of aan de senaat die het weer uitdeelde aan het volk. Zo werd Eurysaces een rijk man. Ter herinnering aan zijn leven en werk liet hij de tombe bouwen, waarop hij de werkzaamheden in zijn bakkerij liet afbeelden.

## De tombe
De voet van de Tombe van Eurysaces wordt gevormd door tufstenen blokken. Hierop staat de tombe, die uit een betonnen kern bestaat, bekleed met travertijn. In het onderste deel zijn dubbele cilinders aangebracht waartussen rechthoekige pilaren staan. Zij lijken een klein podium te ondersteunen, waarop drie rijen met holle cirkels zijn aangebracht, geflankeerd door pilasters waarop een hoofdgestel staat. De fries is versierd met de afbeeldingen van de bakkerijwerkzaamheden, waarop onder andere het kneden van het deeg, het vormen van de broden en het bakken te zien zijn. De betekenis van de cilinders en de holle cirkels is niet duidelijk, maar mogelijk stellen ze de cilinders voor waarin een bakker hoeveelheden graan kon afmeten of waarin het deeg werd gekneed.
Op de westelijke en zuidelijke façade is de volgende inscriptie aangebracht: 
EST HOC MONUMENTUM MARCI VERGILI ERYSAC[IS]
Vertaling: Dit is het grafmonument van Marcus Vergilius Erysaces.
Op noordelijke zijde staat iets soortgelijks:
EST HOC MONIMENTUM MARCEI VERGELEI EURISACIS PISTORIS, REDEMPTORIS, APPARET ...
Vertaling: Dit is het grafmonument van Marcus Vergilius Eurysaces, bakker en ondernemer, hij diende.. Wie of wat Eurysaces diende is onbekend. Het zou bovendien ook kunnen dat het woord apparet niet een werkwoordvervoeging is van het woord apparare (verschijnen, zichzelf tonen), maar een afkorting is van apparitor: rijksambtenaar. Gezien de grootte van de tombe is het immers niet ondenkbaar dat Eurysaces voor de staat werkzaam was. 
De oostelijke zijde van de tombe was niet recht, maar twee zijmuren kwamen hier in een punt samen, zodat het geheel de vorm van een pijlpunt had. De totale hoogte van het bouwwerk was ongeveer 10 meter.
De tombe stond op een opvallende plaats, de tweesprong van de Via Praenestina en de Via Labicana. In 38 n. Chr. bouwde keizer Caligula hier de Aqua Claudia en Aqua Anio Novus. De arcaden boven de twee wegen werden rijkelijk versierd en vormden zo een monumentale toegang tot de stad, waar de Tombe van Eurysaces vlak voor stond.

## Aureliaanse Muur
Tussen 271 en 275 liet keizer Aurelianus een nieuwe stadsmuur om Rome bouwen. Omdat er tijd- en geldgebrek was, werden veel bestaande gebouwen en constructies in de muur opgenomen, zodat deze niet geheel nieuw gebouwd hoefde te worden. De monumentale doorgang van de Aqua Claudia werd hierbij omgebouwd tot de Porta Praenestina. Rond 400 werd deze stadspoort door keizer Honorius versterkt, waarbij de Tombe van Eurysaces gebruikt werd als fundament voor een verdedigingstoren. Zo verdween de graftombe uit het zicht, hoewel deze van binnenin de toren nog deels zichtbaar moet zijn geweest, aangezien de inscripties in de 16e eeuw nog zijn beschreven.

## Restauratie
In de 19e eeuw nam de belangstelling voor de oude Romeinse monumenten toe. In dit licht liet Paus Gregorius XVI in 1838 de Porta Maggiore in oorspronkelijke staat herstellen. Bij het afbreken van de 5e-eeuwse fortificaties werd de Tombe van Eurysaces weer ontdekt. Deze bleek nog in redelijk goede staat te zijn, van de westelijke zijde richting de poort ontbreekt alleen het dak. De oostelijke zijde was wel deels afgebroken bij de bouw van de toren. De tombe is voor zover mogelijk gerestaureerd en staat weer recht voor de Porta Maggiore.
De urn met de as van Eurysaces en zijn vrouw Atistia is teruggevonden. Deze had de vorm van een broodmand en is tegenwoordig tentoongesteld in de Museo Nazionale Romano. Een marmeren reliëf waarop de bakker en zijn vrouw waren afgebeeld is ook opgegraven. Deze hing vermoedelijk op de oostelijke zijde van de tombe en is tegenwoordig opgeslagen in de Centrale Montemartini.